# Newton Faulkner
Newton Faulkner (11 gennaio 1985) è un cantante britannico. È particolarmente conosciuto per il modo in cui suona la chitarra, che include il colpire ritmicamente il corpo dello strumento con le mani.

## Biografia
Fin dall'età di tredici anni, Faulkner iniziò a suonare la chitarra, dopo aver provato con il pianoforte e la batteria. Dopo aver frequentato la Italia Conti Academy of Theatre Arts, e dal 2002 la Academy of Contemporary Music di Guildford, Newton Faulkner entra a far parte di una cover band dei Green Day, subito dopo il diploma. Segue il gruppo funk rock Half a Guy con il quale produce due CD demo.
Nel 2005 realizza una traccia per il videogioco TrackMania Sunrise. Nel 2006 le sue svariate apparizioni BBC Radio 2, oltre ad un contratto con la Peermusic UK , convincono la rivista Independent on Sunday a pubblicare un articolo su di lui. Il 30 luglio 2007 ottiene un contratto con la Sony BMG con la quale pubblica il suo primo album Hand Built By Robots. L'album raggiunge la prima posizione della classifica degli album più venduti, mentre il singolo Dream Catch Me entra nelle classifiche di vari paese d'Europa, così come anche Teardrop, cover dei Massive Attack.
A febbraio dello stesso anno apre i tour di James Morrison, ad aprile quelli di Paolo Nutini ed a settembre quelli di John Mayer. Inoltre supporta il tour John Butler Trio in giro per tutta l'Europa.
Il 21 settembre 2009 viene pubblicato il secondo album di Faulkner Rebuilt By Humans. Il video musicale del primo singolo estratto dall'album If this Is It, viene presentato in anteprima da Channel 4 il 1º agosto 2009.

## Discografia
- 2007: Hand Built by Robots
- 2010: Rebuilt by Humans
- 2012: Write It On Your Skin
- 2016: Human Love
- 2017: Hit the Ground Running

## Influenze
Dichiara di essersi ispirato a Eric Roche, Tom Waits, Thomas Leeb, Thomas Dolby, Jurrasic 5, Massive Attack, Bobby Mcferrin, The Flaming Lips, Talking Heads, Sparklehorse, Stevie Wonder, Harry Nillson, The Rolling Stones, The Gladiators, James Brown, The Kinks, Prince, Queen, Nick Cave and Bad Seeds, Captain Beefheart, Green day, Gene Wilder, George Clinton, Gavin Bryars, Nina Simone, The Beachboys, Ween, M Ward, Daniel Johnston, Bootsy Collins, Primus, Led Zeppelin, Joni Mitchell, Dewey Cox, Randy Newman, The Mighty Boosh, Nirvana, Peter Gabriel, Cee-lo Green, Gordon Giltrap, Seu Jorge, The Beatles, Bill Withers, Bing Crosby, Jilted John, The Blue Nile, The Presidents, David Bowie, Slick Rick, Skip James, Nick Harper, Cornelius, Cake, Camille, Neil Young, Pearl Jam